# Forêt de Crécy (Seine-et-Marne)
Ne doit pas être confondu avec la forêt de Crécy dans le département de la Somme.
La forêt de Crécy est un massif forestier de plus de 3 000 hectares dont 1 187 hectares de forêt domaniale, situé en Seine-et-Marne.

## Toponymie
La forêt domaniale tire son nom de Crécy-en-Brie, ancienne commune de Seine-et-Marne qui a fusionné le 1er octobre 1972 avec La Chapelle-sur-Crécy pour former la commune de Crécy-la-Chapelle.

## Géographie physique
La forêt de Crécy est située sur le plateau de la Brie. Elle se trouve à une quarantaine de kilomètres à l'est de Paris. La forêt se situe à 15 km au sud de Meaux.
Elle est plate, avec des points hauts à 133 mètres et des points bas à 112 mètres. De manière générale l'altitude est plus élevée dans le nord et s'abaisse en allant vers le sud et le sud-ouest.
Elle constitue la partie centrale de l'ancien massif couvrant la Brie occidentale comprenant les forêts de Ferrières, Armainvilliers, Notre-Dame, Malvoisine, etc. Elle se situe entre les forêts de Ferrières et d'Armainvilliers à l'ouest et la forêt de Malvoisine à l'est dont elle est séparée par la trouée d'Hautefeuille. 
La forêt se situe sur la ligne de partage des eaux entre les affluents de l'Yerres et les affluents du Grand Morin. La Marsange et le Bréon, affluents de l'Yerres y prennent leur source. Le ru des Tournelles (Yerres) traverse l'extrémité orientale du massif forestier.
La partie domaniale de la forêt de Crécy se situe dans la partie occidentale, composée de deux parties non contiguës, la principale autour du carrefour de l'Obélisque et une annexe au nord du carrefour de la Croix de Tigeaux. La forme de la forêt domaniale est le résultat des acquisitions progressives réalisées par l’État. Environ les deux tiers de la forêt se compose de parcelles privées, sur lesquelles se trouvent quelques rares maisons isolées.
La forêt se subdivise en de nombreux bois : le Parc aux Bœuf, le bois du Prince, les Grands Buissons, bois Saint-Denis, bois de la Hupière, les Brindelles, bois de Fauvinet, bois de l'Épine, bois de la Malmaison, bois d'Hautefeuille, etc. Le bois de Mandegris, situé au sud-ouest à Favières à proximité de la forêt de Ferrières peut être considéré comme une annexe de la forêt de Crécy du fait de la continuité territoriale existante.

## Géographie administrative
La forêt de Crécy s'étend en quasi-totalité sur 13 communes de Seine-et-Marne :
- Villeneuve-le-Comte ;
- Mortcerf ;
- Crèvecœur-en-Brie ;
- Voulangis ;
- Dammartin-sur-Tigeaux ;
- Tigeaux ;
- Neufmoutiers-en-Brie ;
- Lumigny-Nesles-Ormeaux ;
- Hautefeuille ;
- Villiers-sur-Morin ;
- Villeneuve-Saint-Denis ;
- Coutevroult.
- Crécy-la-Chapelle

Ainsi que Favières en considérant le bois de Mandegris comme faisant partie de la forêt de Crécy.

## Géologie
La forêt de Crécy repose sur le plateau calcaire briard, au sol peu perméable.

## Histoire
Jadis, la forêt de Crécy faisait partie intégrante de la vaste Brigia Sylva qui regroupait entre autres les actuelles forêts voisines de Malvoisine, de Ferrières, d'Armainvilliers, de Notre-Dame et de Coubert.
La forêt fut située au Moyen Âge jusqu'en 1305 à la limite du domaine royal et du comté de Champagne. Villeneuve-le-Comte fut créé au XIIe siècle au milieu d'une zone de défrichement par le comte de Champagne pour marquer la limite de son territoire.
Forêt royale dès 1400, elle fut vendue par Louis XIII. Au XVIIIe siècle, la forêt est un domaine de chasse percé de multiples routes rectilignes, l'obélisque de Villeneuve-le-Comte est érigé en 1735 pour commémorer la rencontre de Louis XV et du duc de Brandebourg dans le rendez-vous de chasse situé à proximité. Devenue bien national à la Révolution française, elle est ensuite revendue à de nombreux propriétaires.
La forêt de Crécy est demeurée jusqu'à la Révolution française à la limite de la Brie française et de la Brie champenoise.

## Faune et flore

### Flore

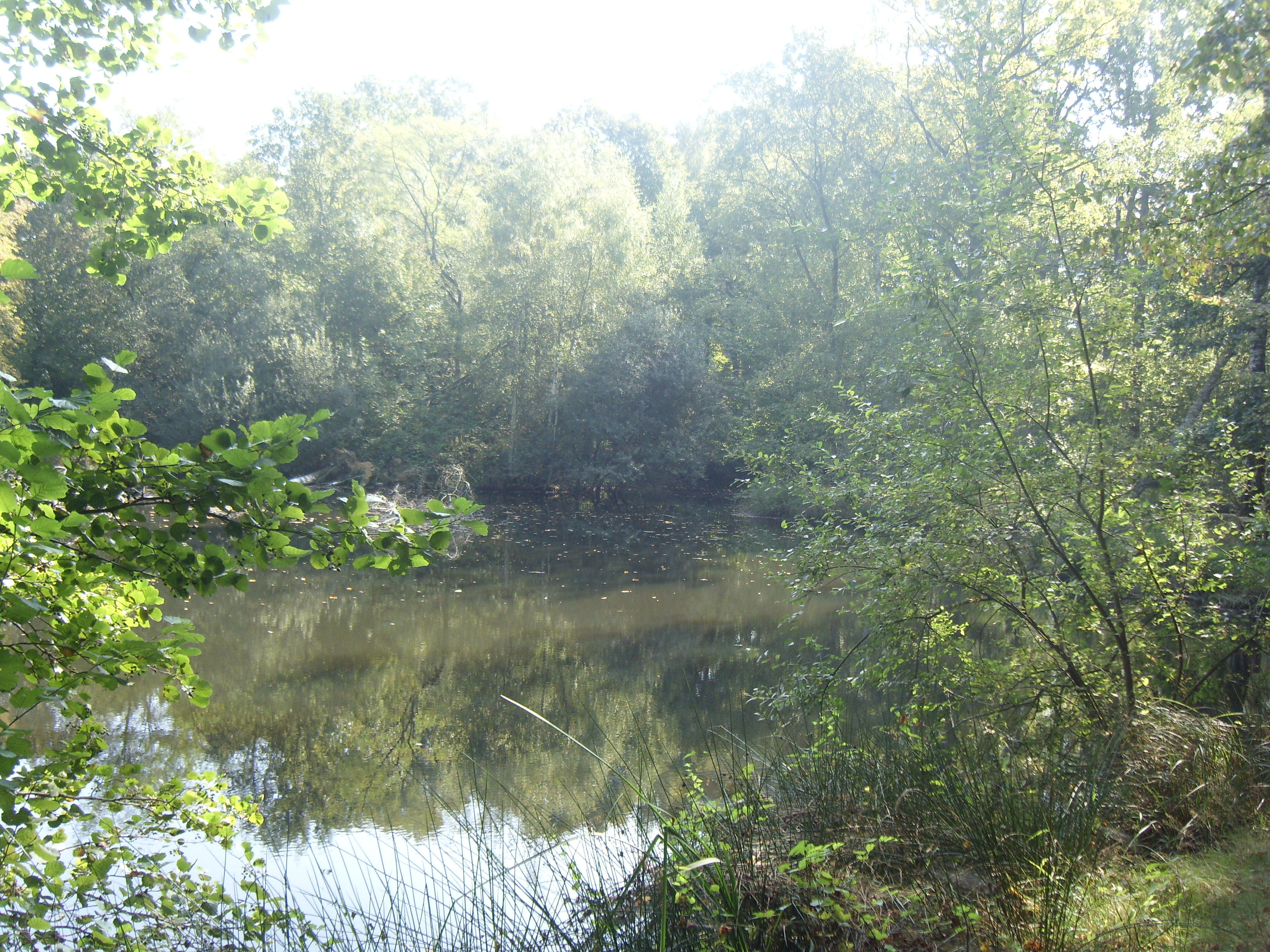
Une mare en forêt de Crécy.

Le peuplement de la forêt de Crécy est aujourd’hui dominé par les feuillus comme les chênes (très beaux spécimens) et les hêtres, mais comporte également quelques résineux comme le sapin de Douglas. La forêt est un haut lieu pour la cueillette des champignons, en particulier les bolets.
La forêt a souffert de la tempête de décembre 1999.
La forêt abrite des milieux humides avec la présence de nombreuses mares résultat de la platitude du terrain.
L'ONF procède au renouvellement progressif des peuplements en forêt domaniale par l'utilisation d'une technique sylvicole de régénération respectant les classes d'âge. Elle permet de maintenir un équilibre entre arbres jeunes et âgés.

### Faune
La faune est pour l'essentiel constituée de renards, sangliers, chevreuils, daims, faisans, perdreaux, lièvres, etc. Les animaux ont en partie perdu leur caractère farouche naturel notamment du fait de la présence de routes très fréquentées.
La forêt compte également des oiseaux indigènes en Île-de-France comme les engoulevents chassant les insectes la nuit et des batraciens.

### La chasse
Les forêts domaniales font partie du domaine privé de l'État, qui y dispose du droit de chasse. La chasse est placée sous la responsabilité de chaque propriétaire pour les parcelles privées.
Les accotements sont régulièrement élagués afin de préserver la faune entomologique et de mieux sécuriser les lignes de tirs lors des chasses.

## Chemins, routes et voie ferrée

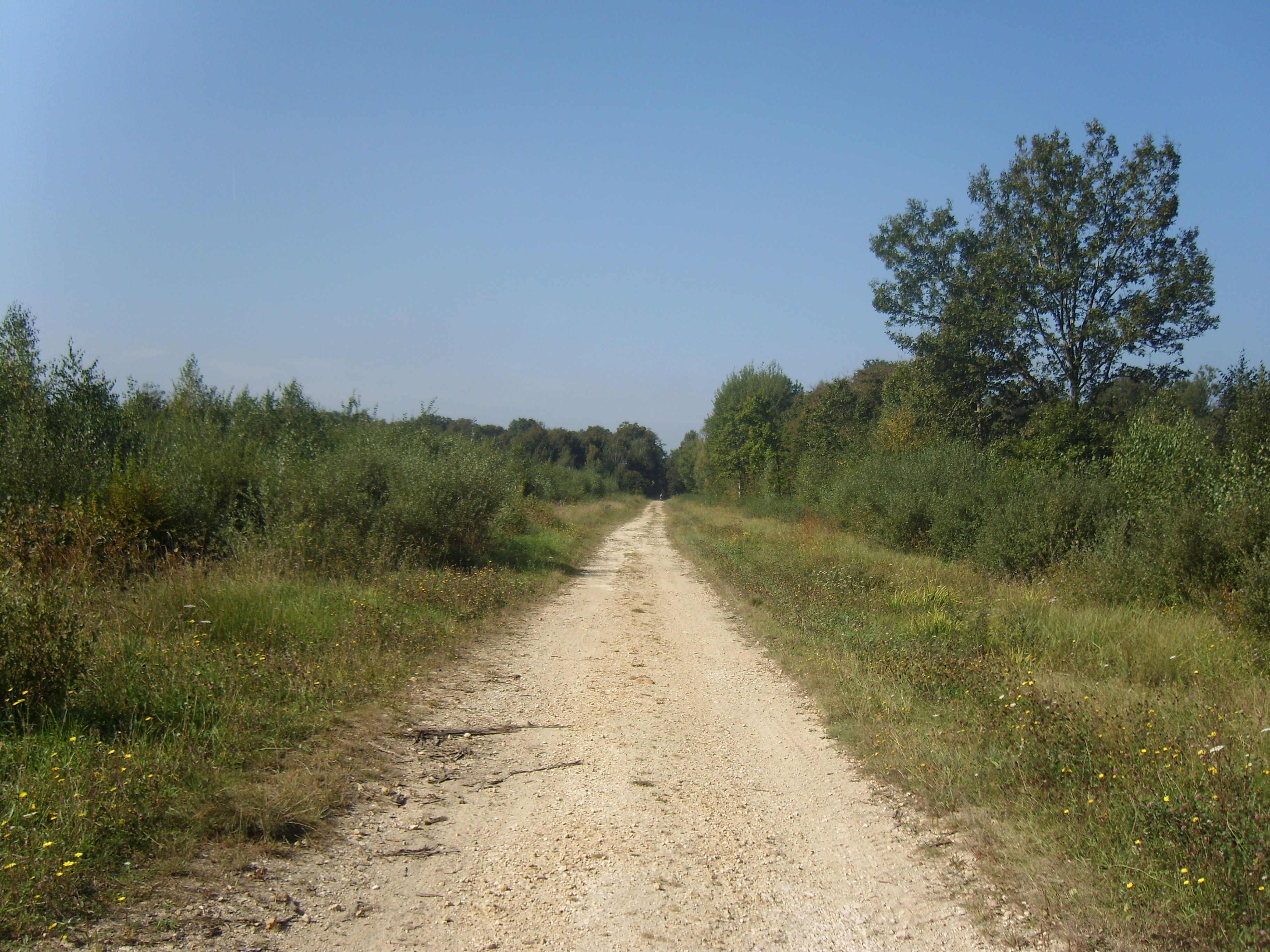
La route Pavée en forêt de Crécy.

La forêt de Crécy possède une forme allongée du nord-ouest vers le sud-ouest, traversée sur toute sa longueur par la RD 231 reliant Lagny-sur-Marne à Provins et sa largeur par les RN 36 (Meaux à Melun), RD 96 (Coutevroult à Neufmoutiers-en-Brie), RD 21 (Pontcarré à Tigeaux), RD 216 (Mortcerf à La Houssaye-en-Brie) et RD 20 (Dammartin-sur-Tigeaux à Lumigny). La RN 36 et la RD 231 sont des axes transversaux majeurs du département drainant un important trafic de véhicules légers et de poids lourds. La RD 231 qui autrefois passait au centre de Villeneuve-le-Comte contourne désormais le village en partie à travers la forêt de Crécy.
À l'instar de la plupart des autres forêts de la Brie, la forêt de Crécy est découpée de manière géométrique par de nombreux chemins (route Pavée, route de Penthièvre, route Bourbon, route St-Louis, route de la Forêt de Crécy, etc.).
La Ligne de Gretz-Armainvilliers à Sézanne qui a aujourd'hui son terminus à Coulommiers traverse la forêt dans la partie centrale selon une direction nord-sud par une profonde tranchée longée par la RD 216.

## Gestion forestière
L'ONF a pour mission d'assurer la pérennité du massif grâce à son entretien tout en garantissant un développement durable. Elle se doit de concilier l'intérêt sylvicole avec l'intérêt du public. Son principal objectif est l'accueil du public, comme toutes les forêts dites périurbaines. Elle assure par ailleurs une mission de production de bois, dont la vente aux exploitants forestiers couvre partiellement le financement de l'entretien et de la préservation du massif.
La gestion forestière prend aujourd'hui en compte le développement durable, c'est-à-dire les enjeux biologiques et écologiques, ce qui n'était pas le cas il y a seulement trente ans. Plus spécifiquement dans le massif, les milieux écologiques spécifiques comme les mares sont protégées.
Une étroite liaison forestière a été créée entre les forêts de Ferrières et de Crécy, située au sud de Villeneuve-Saint-Denis avec notamment un pont destiné au passage de la faune franchissant la LGV Interconnexion Est.

## Gestion administrative
Les acquisitions progressives par l’État permettent aujourd’hui à l'office national des forêts de gérer un massif forestier de près de 1 200 hectares. L'État assure le financement de l'entretien mais les collectivités locales sont également associées aux décisions.
Le Conseil départemental de Seine-et-Marne participe également à l'effort financier. Les subventions couvrent pour une large part les nécessaires équipements destinés à l'accueil du public ainsi que les travaux d'aménagement et de réfection des routes forestières.
Les différents propriétaires privées sont responsables de la gestion et de l'entretien de leurs parcelles.
Les massifs forestiers franciliens sont soumis à d'intenses pressions foncières et urbaines. Ce n'est pas encore le cas de la forêt de Crécy, située dans un secteur rural où l'habitat est peu dense et dispersé. Toutefois, le développement de Marne-la-Vallée autour de Villeneuve-le-Comte pourrait à terme modifier le massif.
La forêt de Crécy ne bénéficie pas de protection particulière en dehors de son statut de forêt domaniale pour la partie appartenant à l'État.
La forêt de Crécy est classée zone naturelle d'intérêt écologique, faunistique et floristique.

## Aménagement
La forêt domaniale bénéficie de plusieurs parkings et aires de pique-nique.
La forêt de Crécy est traversée par le GR 1 et le GR 14. Un centre équestre se trouve au cœur de la forêt domaniale à la Croix-Sainte-Marthe (Mortcerf).

## Lieux remarquables
L'obélisque de Villeneuve-le-Comte est situé au centre du Carrefour de l'Obélisque à Villeneuve-le-Comte formant une étoile à six branches parfaitement régulière. Cet ouvrage d'art fut construit au XVIIIe siècle (1735) pour commémorer la rencontre de Louis XV et du duc de Brandebourg dans le rendez-vous de chasse situé à proximité.

## Sociologie
La forêt de Crécy est peu fréquentée en comparaison d'autres forêts de la région parisienne comme la forêt de Fontainebleau. Toutefois c'est un lieu apprécié des habitants des communes du secteur pour la détente et le sport.
La forêt est un lieu de prostitution de la région parisienne.